# Xavi Giménez
Xavi Giménez est un directeur de la photographie espagnol né en 1970 à Barcelone.

## Filmographie
- 1991 : Els peixos argentats a la peixera
- 1993 : El tenor mental
- 1993 : Walter Peralta
- 1994 : Truqui abans d'entrar
- 1994 : Triptico
- 1995 : Uno más uno
- 1995 : Hombre cero
- 1996 : Ya no me acuerdo
- 1996 : La parabólica
- 1996 : Dr. Curry
- 1996 : Andrea
- 1996 : El domini del sentits
- 1997 : La comida
- 1998 : Genesis
- 1998 : Bomba de relojería
- 1999 : La Secte sans nom (Los sin nombre)
- 2001 : Intacto
- 2002 : Ataúdes de luz
- 2002 : Darkness
- 2003 : Mortadel et Filemon de Javier Fesser
- 2003 : Palabras encadenadas
- 2004 : The Machinist (El maquinista)
- 2004 : Sonorama (vidéo)
- 2004 : Hipnos
- 2005 : Fragile (Frágiles)
- 2006 : Abandonnée (The Abandoned)
- 2006 : El camino de los ingleses
- 2008 : Transsibérien (Transsiberian)
- 2009 : Agora
- 2017 : L'Accusé
- 2017 : Le Secret des Marrowbone